# Kumi Kóda
Kumi Kóda (japonsky 倖田 來未 [Kóda Kumi], vlastním jménem 神田 來未子 (Kóda Kumiko), * 13. listopadu 1982 Kjóto, Japonsko) je japonská zpěvačka. Debutovala v roce 2000 se singlem Take Back.

## Diskografie

### Alba
- 2002 Affection
- 2003 Grow Into One
- 2004 Feel My Mind
- 2005 Secret
- 2006 Black Cherry
- 2008 Kingdom
- 2009 Trick
- 2010 UNIVERSE
- 2011 Dejavu
- 2012 JAPONESQUE

### Kompilace
- 2005 Best: First Things
- 2006 Best: Second Session
- 2007 Best: Bounce & Lovers
- 2009 Out Works & Collaboration Best
- 2010 BEST ~third universe~
- 2012 Koda Kumi Best Hit Summer

### Remix
- 2006 KODA KUMI REMIX ALBUM
- 2009 KODA KUMI DRIVING HIT'S
- 2010 KODA KUMI DRIVING HIT'S 2
- 2011 KODA KUMI DRIVING HIT'S 3
- 2012 KODA KUMI DRIVING HIT'S 4

### Singly
- 2000 TAKE BACK
- 2001 Trust Your Love
- 2001 Color Of Soul
- 2001 The Meaning of Peace
- 2002 So Into You
- 2002 Love Across the Ocean
- 2002 Maze
- 2003 Real Emotion/1000 no Kotoba
- 2003 Come with Me
- 2003 Gentle Words
- 2004 Crazy 4 U
- 2004 Love & Honey
- 2004 Chase
- 2004 Kiseki
- 2005 Hands
- 2005 Hot Stuff
- 2005 Butterfly
- 2005 Flower
- 2005 Promise/Star
- 2005 You
- 2005 Birthday Eve
- 2005 D.D.D.
- 2005 Shake It Up
- 2006 Feel
- 2006 Candy
- 2006 No Regret
- 2006 Ima Sugu Hošii (今すぐ欲しい)
- 2006 Kamen
- 2006 Wind
- 2006 Someday/Boys♥Girls
- 2006 Get It On
- 2006 Koi no Cubomi (恋のつぼみ)
- 2006 4 hot wave
- 2006 Jume no Uta / Futari de… (夢のうた/ふたりで…)
- 2006 Won't Be Long
- 2006 Cherry girl/Ummei (運命)
- 2007 But/Aišó (But/愛証)
- 2007 Freaky
- 2007 Ai no Uta
- 2007 Last Angel
- 2008 Anytime
- 2008 Moon
- 2008 Taboo
- 2008 Stay with Me
- 2009 It's All Love!
- 2009 3 Splash
- 2009 Alive/Physical Thing
- 2010 Can We Go Back
- 2010 Gossip Candy
- 2010 Suki de, Suki de, Suki de. / Anata Dake ga (好きで、好きで、好きで。 / あなただけが; I Love, I Love, I Love / Only You)
- 2011 POP DIVA
- 2011 4 TIMES
- 2011 Ai wo Tomenaide (愛を止めないで; Don't Stop the Love)
- 2011 Love Me Back

### Digitální Singly
- 2006 Get It On
- 2011 Hey baby!

### DVDs / Blu-ray
- 2003 7 SPIRITS
- 2004 feel…
- 2004 girls ~Selfish~
- 2005 secret ~FIRST CLASS LIMITED LIVE~
- 2006 LIVE TOUR 2005 ~first things~
- 2007 LIVE TOUR 2006~2007 ~second session~
- 2008 LIVE TOUR 2007 ~Black Cherry~ SPECIAL FINAL in TOKYO DOME
- 2008 KODA KUMI LIVE TOUR 2008 ~Kingdom~
- 2009 KODA KUMI FAN CLUB EVENT 2008 "Let's Party Vol.1" (Fan Club Only)
- 2009 KODA KUMI LIVE TOUR 2009 ~TRICK~
- 2010 KODA KUMI 2009 TAIWAN LIVE (Fan Club Only)
- 2010 KODA KUMI 10th Anniversary BEST LIVE DVD BOX
- 2010 KODA KUMI LIVE TOUR 2010 ~Universe~
- 2011 KODA KUMI "ETERNITY ~Love & Songs~" at Billboard Live
- 2011 KODA KUMI 10th Anniversary ~FANTASIA~ in TOKYO DOME
- 2011 LIVE TOUR 2006~2007 ~second session~ (blu-ray reissue)
- 2011 KODA KUMI LIVE TOUR 2008 ~Kingdom~ (blu-ray reissue)
- 2011 KODA KUMI LIVE TOUR 2010 ~Universe~ (blu-ray reissue)
- 2011 KODA KUMI "ETERNITY ~Love & Songs~" at Billboard Live (blu-ray reissue)
- 2011 Koda Kumi LIVE DVD SINGLES BEST Ao Ban (倖田來未 LIVE DVD SINGLES BEST 青盤; Blue Edition)
- 2011 Koda Kumi LIVE DVD SINGLES BEST Aka Ban (倖田來未 LIVE DVD SINGLES BEST 赤盤; Red Edition)
- 2012 KODA KUMI LIVE TOUR 2011 ~Dejavu~